# Museo Berrocal
El museo Berrocal es un museo monográfico de Villanueva de Algaidas dedicado a la obra del escultor Miguel Ortiz Berrocal (1933-2006). En la actualidad el museo Berrocal se encuentra cerrado al público y el nuevo edificio continúa en fase de construcción, aunque en 2011 se abrió de forma limitada el Estudio-Taller al público. 

## Historia del Museo
El Museo Berrocal tiene su germen en la exposición antológica del escultor Miguel Ortiz Berrocal organizada por el Ministerio de Cultura en el Palacio Velázquez de Madrid en 1984. Es en esta exposición, cuando Berrocal, tras muchos años alejado de España, coincide con paisanos de su pueblo natal malagueño de Villanueva de Algaidas. Este encuentro sirve de detonante para la creación en 1985 de la Asociación de Amigos de Berrocal, con sede en Villanueva de Algaidas, y dedicada a “el conocimiento y divulgación de la obra de Miguel Ortiz Berrocal” y que tiene como finalidad primordial la creación, gestión y difusión del Museo Berrocal.
En 1986 algunos miembros de la Asociación Amigos de Berrocal viajan a la casa de Berrocal en Negrar cerca de Verona, bajo la invitación del escultor y su esposa. Ese mismo año, Berrocal comienza a realizar las primeras donaciones a la asociación, que conformaran los primeros fondos de la colección. 
El 1 de mayo de 1986 tras casi 30 años de ausencia, Berrocal regresa a su ciudad natal para recibir el título de hijo predilecto de Villanueva de Algaidas. Ese mismo año, se realiza una exposición en Villanueva de Algaidas con las piezas de la Asociación, con las del Ayuntamiento, y con algunas prestadas por el escultor para el acontecimiento. Para conmemorar la exposición, Berrocal dona al Ayuntamiento la escultura Torso Es, obra de gran formato realizada en piedra. Hoy colocada en la fuente de la Plaza Berrocal. Además dona a la Asociación dos esculturas y algunos dibujos fechados entre 1948 y 1949, donadas por los padres del escultor Don Enrique Ortiz Berrocal y Doña Enriqueta Berrocal Adrover. A partir de este momento, siempre que Berrocal realizaba una nueva obra gráfica donaba un ejemplar a su pueblo. 
En 1987 se abre el primer Museo Berrocal en Villanueva de Algaidas, en la Calle Granada nº 20: (37°11′09″N 4°26′59″O / 37.1857843, -4.449747) promovido y gestionado por la Asociación Amigos de Berrocal. Este museo era a la vez la sede de la propia asociación. Se situaba en una casa popular de la localidad propiedad del Ayuntamiento. El edificio se estructuraba en dos plantas, con cinco salas, oficinas, tienda y un gran patio posterior que más tarde fue adaptado para cubrir funciones museísticas. La intención de Berrocal era la de incorporar la superficie de este inmueble a un nuevo edificio, para crear un gran espacio museístico. El museo se cerró en marzo de 2010, momento en el que se disuelve la Asociación de Amigos de Berrocal. 
En 1992 se celebra una segunda exposición de Berrocal en Villanueva de Algaidas “Berrocal: Proyecto de su museo, monumentos, obras recientes”. Procedentes de su taller en Verona, llegan a su pueblo una selección importante de modelos de gran formato y las maquetas arquitectónicas de las esculturas monumentales realizadas para el Comité Olímpico Internacional, la Exposición Universal de Sevilla, y Madrid Capital Cultural. Todas estas obras de gran tamaño permanecen en las salas de la calle Granada 20 hasta marzo de 2010. 
En 1995, el Ayuntamiento de Villanueva de Algaidas impulsa y destina fondos municipales para la construcción del nuevo edificio destinado a futuro museo. En el año 2000 se pone la primera piedra del nuevo edificio bajo el proyecto de los arquitectos María Fraile y Javier Revillo. En el año 2002 se paraliza la construcción por falta de fondos. 
En 2004 Berrocal decide trasladar su residencia y taller de Verona a su pueblo. Fallece en Antequera el 31 de mayo de 2006 en plena actividad creativa. 
El 22 de noviembre de 2007, los herederos de Berrocal, cumpliendo con su voluntad expresa y culminando así el proyecto que el artista inició en vida, constituyen la Fundación Escultor Berrocal para las Artes, cuyos fines son “la conservación, el estudio y la difusión de la obra de Miguel Berrocal y la contribución al desarrollo y progreso de la cultura y de las artes” .
El 30 de enero de 2010 se disuelve la Asociación Amigos de Berrocal, y, el 13 de marzo de conformidad con lo recogido en el artículo 21 de sus estatutos, acuerda donar su patrimonio de obras de Berrocal al pueblo de Villanueva de Algaidas, representado por su Ayuntamiento.

## El Museo Berrocal en la actualidad
En la actualidad el Museo Berrocal se encuentra cerrado al público. El edificio destinado al museo continúa en fase de construcción. 
Desde 2008 la Fundación está ordenando el Estudio-Taller y reponiendo y restaurando la maquinaria del artista. En 2009 la Fundación entregó a la Junta de Andalucía un primer listado de 236 obras que estarían a disposición de un futuro Museo Berrocal. En enero de 2011 se empezó un proyecto para la rehabilitación y terminación de una parte del Museo Berrocal, cuyo resultado deseado será la apertura al público de una exposición permanente de obras de Berrocal.
En 2011 se abrió de forma limitada el Estudio-Taller al público.